# Walcott Lake
Der Walcott Lake ist ein See 2,1 km östlich des unteren Endes des Walcott-Gletschers im ostantarktischen Viktorialand. Er liegt in der Royal Society Range in unmittelbarer Nähe zur Scott-Küste und gehört zum Flusssystem des Alph River.
Das New Zealand Geographic Board benannte ihn 1994 in Verbindung mit dem gleichnamigen Gletscher nach  dem US-amerikanischen Paläontologen Charles Walcott (1850–1927), Direktor des United States Geological Survey (1894–1907) und Sekretär der Smithsonian Institution (1907–1928).